# Classic Tetris World Championship
Classic Tetris World Championship（クラシック・テトリス・ワールド・チャンピオンシップ、略称CTWC）は、アメリカ合衆国で開催されている「テトリス」を用いたeスポーツの世界大会である。
北米版のNintendo Entertainment System用ソフトとして1989年に任天堂より発売された『Tetris』にいわゆる世界チャンピオンという概念が存在しないことを疑問に感じたプレイヤー達が、一番上手いプレイヤーは誰なのかを決めるために創立した有志大会であり、自主制作のドキュメンタリー映画「エクスタシー・オブ・オーダー（英語: Ecstasy of Order: The Tetris Masters）」の撮影を兼ねて2010年8月10日に開催された一部招待制のトーナメントが第1回CTWCに当たる。
運営者はエクスタシー・オブ・オーダーの監督であるAdam CorneliusとディレクターのVince Clemente、そして、決勝種目の一つに「テトリス」が採用された1990年のビデオゲーム大会であるニンテンドー・ワールド・チャンピオンシップ（英語: Nintendo World Championships#1990）の出場経験者Trey Harrison（大会のテクニカルディレクターも務める）の3名であった。また、第1回大会の開催に当たっては、ニンテンドー・ワールド・チャンピオンシップのファイナリストの一人であったRobin Miharaも創始者の一人として挙げられている。なお、2023年をもってAdamとTreyは運営を退任し、2024年以降はVince Clementeが単独のトーナメント・ディレクターとなる。
第1回大会が成功を収めた後、CTWCは年1回開催されるようになり、最初の2年間はカリフォルニア州ロサンゼルスで開催されたが、その後は主にレトロゲーム中心のゲームショウがホストするサイドイベントの一つとして開催されるようになった。
2012年から2023年まではオレゴン州ポートランドのオレゴン・コンベンション・センター（英語: Oregon Convention Center）で秋期に開催される「ポートランド・レトロ・ゲーミング・エキスポ」(Portland Retro Gaming Expo, PRGE)が同大会をホストした（後述の2020-2021年のオンライン開催を除く）。2024年からは、開催時期と場所を移し、カリフォルニア州パサデナのパサデナ・コンベンション・センター（英語: Pasadena Convention Center）で開かれる「ソーカル・ゲーミング・エキスポ」(SoCal Gaming Expo)での開催となり、CTWCは13年ぶりにカリフォルニア州に戻ることになった。
大会の様子はTwitchでのライブ配信も行われるようになり、オンラインでプレイ中のゲーム映像をHDレンダリングし、お互いの点差をはじめとした各種統計情報をリアルタイムで表示したり、ゲーム映像の隣にはプレイヤーの表情や手元をとらえたカメラを写したりして、視聴者にもどちらのプレイヤーが優勢なのか、あるいは対戦者の操作方法のスタイル、試合の緊張感が伝わりやすくなるよう工夫されている。

## 使用されるソフト
本大会で用いられる、任天堂から1989年に発売された北米版NES「Tetris」（以下、鉤括弧表記の「テトリス」は同作のことを指す）は日本未発売のゲームソフトであり、また映像信号の方式がNTSCではなくPALを採用するヨーロッパ諸国で販売されていたバージョンは各種移動パラメータの調整が異なる（CTECの項も参照）ため、本項にて大会で使われる「テトリス」の特徴を説明する。

### ゲームルール
「テトリス」は一人用のゲームであり、開始時のレベル（スピード）を設定して、ブロックが最上段に積み上がってゲームオーバーとなるまでエンドレスにプレイするA-TYPEと、開始時のレベルと盤面の高さ（ブロックがランダムに初期配置される）を設定し、25ラインを消せばゲームクリアとなるB-TYPEという2つのモードがあるが、近年の大会ではもっぱらA-TYPEのみが競技で用いられる。
A-TYPEでは、原則として10ラインを消去するごとにレベルが1上がり、消去点に掛かる倍率が増え、テトリミノ（操作するブロック）の落下速度が上昇する（但しレベル10-12, 13-15, 16-18, 19-28は複数のレベル間でスピードが同じであり、29は最高速でこれ以上は加速しない）。ライン消去時の得点は基本点×（レベル＋1）で与えられ、基本点はシングルが40点、ダブルが100点（1列あたり50点）、トリプルが300点（同100点）、テトリスが1,200点（同300点）である。4列同時消去であるテトリスの得点効率は他より3倍以上高い上に、T-SPINや全消しボーナスも存在せず、下ボタンを押して得られる落下点も少ないため、可能な限りテトリスで消すことが高得点を狙うのに重要である。
「テトリス」は初期のテトリス作品のため、後世の作品に見られるプレイヤーにとって有利になるような実装がされていない。例を挙げると以下の通り。
- ネクストは次の1手しか表示されず、現在操作中のテトリミノと入れ替えることができるホールド機能も存在しない。
- 操作中のテトリミノが着地した後の「遊び」の時間がないため、着地後はほぼ即時に（正確には1マスの落下に必要な時間が経過した後に）固定されてしまう。
- ブロックの抽籤は偏り補正がない疑似乱数により行われるため、場合によって特定のテトリミノが数十手にわたって降ってこないことがある。（本大会では、テトリス（4列同時消去）が唯一可能なI-テトリミノが長期にわたって出現しないことを俗に「ドラウト」（drought、干ばつの意）と呼び、テトリスだけを狙い続けるのはリスクが高い行為であることを示唆している。）

### 操作テクニックの変遷とゲームの想定外の挙動
「テトリス」は、横方向に十字キーを押しっぱなしにしたときの移動速度が遅く、最初の1マス目こそ入力直後に移動するが、2マス目の移動時に約0.27秒のディレイが発生して、そのディレイを超えると「タメ」状態が有効になり約0.1秒おきに横移動が発生する（この横タメによる操作はDelayed Auto-Shiftあるいは頭字語でDASと呼ばれる）。しかしながら、レベルの増加による落下速度の上昇に伴い、この操作方法ではテトリミノの可動範囲が大きく制限される。特にレベル19から28まで（天井から床までの落下に要する時間が約2/3秒）では盤面の半分の高さまで来るとテトリミノを左右の端に移動することができなくなり、そしてレベル29以降（同、約1/3秒）になると左右移動はできても2～3マス程度であり、ゲームを続けることは事実上不可能である。このレベル29の落下速度は、バグなどによってこれ以上プレイの続行が出来ない状況を指すレトロゲームの慣例にならい「キルスクリーン」と呼ばれていた。
実のところ、「テトリス」はレベル29が開発者の想定していたと思われる最後のレベルであり、これよりも高いレベルに到達すると、ゲームが想定外のグリッチを起こすことが知られている。
まず、レベル30に到達すると、レベルを表示するために用意された領域より外れた値を読み出してしまい、「30」ではなく「00」と表示され、それ以降は「0A」「14」「1E」などの規則性がない16進数表記が表示される。レベル30は既に2011年には人力で達成されていたが、それ以降に到達することはキルスクリーンによって長らく不可能と考えられていた。しかしながら、それまで殆どのプレイヤーが行っていた横タメによる操作ではなく、十字キーの左右を高速に連打してテトリミノの可動範囲を増やすことで、結果的に上記の「キルスクリーン」は開発者がゲームを終わらせる意図で設けられたものでしかなく、原義の（バグによる）真のキルスクリーンではなかったため、プレイが継続可能であることが示された。
十字キーの左右ボタンを1秒間に10回の速度で連打できるならば、横タメ移動のディレイが無い状態に相当するため、それ以上の連打を行うことによってテトリミノの可動域に余裕が発生する。この操作方法は「ハイパータッピング」(hypertapping)と呼ばれる。ボタンを押す回数の正確さが常に要求されるが、連打速度さえ安定すれば横タメによる操作よりも明らかに優位に立てるので、初めてハイパータッピングを採用したプレイヤーが2018年に優勝してから、それまで数名しかいなかった使用者が急増し、後の大会ではハイパータッピング使用者が上位を独占するまでになり、その上位選手層も幼少期から「テトリス」をプレイしていた30代～40代中心の世代から一転、多くが10代～20代の選手へと極端に低年齢化した。
ハイパータッピングはボタン連打のために腕や指に負担を掛けるため、習得が難しい上に同じ指での連打を長時間行い続けると反復運動過多損傷を引き起こすリスクがあるので、より効率的で長時間実行しても負担が少ない操作方法が模索されていた。そんな中で2020年11月ごろ、コントローラーの背面を複数の指でピアノの鍵盤をなでるように叩いて、十字キーに添えたもう片手の指で入力を行う「ローリング」(rolling)という操作法があるプレイヤーによって発明されてから注目を集めた。トッププレイヤーがローリングの訓練を重ねた結果、これまでの得点や到達レベルの世界記録が2倍以上更新される事態となり、2021年にはハイパータッピングをも上回る潜在的な得点力でトーナメントシーンを席巻した。それを受けてチャンピオンも含めた殆どのトッププレイヤーがローリングを習得した結果、「キルスクリーン」は最早少なくないプレイヤーにとって、ツモ順にもよるが半永久的に続けられる状況にまで至り、2022年には大会のトップ4および多くのトーナメント上位者がローリングをするまでの支配力を得た。同年の決勝に至っては、レベル29の速度をシングルやダブルなどの細かい消去によって耐えることで、結果的にお互いレベル29以降が全体のライン消去の半分以上を占める耐久戦まで発生した。
ローリングはこれまでのコントローラーの握り方とは一線を画しており、習得はもとより正確な操作の遂行がハイパータッピングよりも遙かに難しい技術であるが、習得できればハイパータッピングの限界を遙かに越えた長時間のプレイを可能にした。これによって、後年人間の手によって新たなるグリッチが観測された。「テトリス」では、レベル138に到達すると10レベル周期で色を変える計算式が想定されていない分岐を行い、ブロック用のカラーパレットではない場所を読み込んでしまい、ブロックの色が異常になることが知られていた。2022年にはゲームスピードが北米のNTSC版よりやや遅いPAL版の「テトリス」でこのグリッチを人力で再現するプレイヤーが現れた。更にはその後半年足らずで、NTSC版でも同じ現象を再現するプレイヤーも現れた。異常な色のレベルの中には、暗い青色や灰色といった視認性の非常に悪い組み合わせがあるため、到達までに30分以上を要することもあいまってトッププレイヤー達にとっても非常に高い壁となっていた。
前述の色の変化を乗り越えてさらにレベルが進行すると、純正カートリッジの「テトリス」は「クラッシュ」する可能性が発生する。NESで使われるCPUのMOS 6502には掛け算の命令がないため、例えば基本点40点のシングル消しをレベル99で行うと、40を加える処理を100回内部でループして行う。更に内部ではスコア表示のために二進化十進表現で計算をしているため、繰り上がりなどの計算が行われることで消去点の計算に要する時間が膨れ上がる。その結果としてプログラムが異常な状態で画面描画を行ってしまう可能性があり、最短ではシングル消しをしてレベル155に突入するとゲームがフリーズすると試算されていた。2023年の大会の後、一部のトッププレイヤー達が人力でゲーム・クラッシュを起こすことを目指す試みが始まったが、2023年12月21日、その年のCTWCで3位に入賞したウィリス・ギブソン（英語: Willis Gibson）がレベル157でクラッシュを達成し、「テトリス」の発売から34年後にして、世界で初めてこのゲームを「完全制覇した」ことがニューヨーク・タイムズにて報じられ、その後「テトリス」が販売されていなかった本邦を含む世界各地でニュースとして取り上げられた。2024年1月には、ギブソンの他にさらに2名のプレイヤーがレベル155での理論上最短のクラッシュを達成した。このクラッシュのことは、バグによってゲームが止まるアーケードゲームなどの原義に則っているため「真のキルスクリーン」(true killscreen)と命名されたが、元々のレベル29以降のことは慣例的に「キルスクリーン」という呼称を維持し、真のキルスクリーンとの区別をする場合は「オリジナル・キルスクリーン」(original killscreen)と呼ぶことにした。
それ以降のレベルでもさまざまなグリッチが起こり、レベルアップに必要なライン数が非常に多いレベルの存在や、致命的なフリーズが極めて高確率で発生しやすくなる区間があることなどが知られているが、レベル255を抜けることが出来た場合、レベルが0に戻る。この現象はコミュニティの間で「リバーススクリーン」（rebirth screen、rebirthは「生まれ変わる」の意）と呼ばれ、クラッシュを達成したCTWCプレイヤーにとって究極の目標となった。 この「リバーススクリーン」については、クラッシュの条件がより厳しくなり回避のために縛りプレイ（指定の段数の消し方を避けるだけではなく、ブロックを落下させるだけでクラッシュするレベルがあり、完全に回避するためには下ボタンを押して落下点を得るか、セレクトボタンでネクスト表示を隠すという、テトリスのスキルとは無関係な制約）をしなくてはならないことから、純正カートリッジで達成することは現実的でないと考えられていたため、フリーズが起きないよう改造を施された競技用のゲームでスコアと到達レベルの記録更新をすることがクラッシュ発生以降のプレイヤーのモチベーションとなっていた。 そして2024年10月5日（米国現地時間）、CTWCの優勝経験者であるマイケル・アルティアガ（英語: Michael Artiaga）が、フリーズしないように改造された「テトリス」のゲームで「リバーススクリーン」に人類史上初めて到達し、レベル255で10ラインを消去した結果、レベルが0に戻ったことが確認された。
記録を狙うカテゴリが純正カートリッジを使った競技とクラッシュをパッチして回避したカートリッジを使った競技の二手に分かれた一方で、CTWCなど試合形式の競技においては長時間の競技が問題となっていたため、2022年を境に特定のレベルで試合を打ち切りにしたりレベル29の「キルスクリーン」より速い落下速度に移行させることで競技性を高めている（詳しくは沿革の項の2023年を参照）。トッププレイヤーは、記録更新という目標、競技シーンでの勝利という目標の二つを設定し、最強の「テトリス」プレイヤーとなるために研鑽を重ねている。

### 日本とCTWC
大会で使われている北米向けNESの任天堂版「Tetris」は日本では発売されておらず、日本国内でCTWCと同じ環境でプレイするにはゲームソフト自体に加えて北米のNTSC仕様であるNES本体自体も入手するか、ファミリーコンピュータでNESのソフトを使用出来る非純正のアダプターを利用するしかなかった。しかし、「Tetris Effect」のアップデートである「Tetris Effect: Connected」が2020年7月23日に発表され、このゲームのルールを再現し、かつマルチプレイヤー対戦時にはブロックの降ってくる順番が両者同じになる「クラシックスコアアタック」モードが導入されることがアナウンスされた。これにより、発売から30年後にCTWCのルールに近いテトリスが初めて日本国内でリリースされることになった。2018年大会からCTWCに出場した立島智央は、クラシックスコアアタックを含むマルチプレイヤーモードのリードデザイナーであり、同年のCTWCへの出場、そして現地での水口哲也との出会いが「Connected」のマルチプレイヤーモードを作るきっかけとなった。
日本からはこれまで5名が出場を経験しており、日本人選手の最高成績はKoji Nishioの準優勝（2019年）である。Nishioはアメリカ国外出身の選手としては初のCTWCトロフィーを授与された人物となった。
2024年8月27日、Nintendo Directにおいて、Nintendo Switch用ゲームソフトファミリーコンピュータ Nintendo Switch Onlineの収録作品として「テトリス」が2024年冬に配信を予定していることが発表され、その後同年の12月12日に配信が開始され、日本国内で初めて本作が遊べるようになった。説明には「このタイトルは、1989年に北米でNintendo Entertainment System用に発売されたパズルゲームです（日本は未発売）」との表記がある。

## 大会の方式
大本のルールは2012年（第3回）に確立されたが、オフライン大会が中断されてから再開した際に幾つか改善された点があるため、本項では2022年（第13回）のルールをベースに説明する。
大会は3日間をかけて行われ、初日が予選、2日目の始めに（1日目に参加できなかった者向けの）当日予選枠が消化された後で、2日間に亘るメインイベント（予選上位者によるトーナメント）を開催する。
競技に使用するゲーム機本体、ソフトおよびブラウン管テレビは会場に用意されるが、コントローラーは任天堂純正のものかそれと同等の機能のみを持ち無改造のものだけが認められ、参加者自身が持参することが許される（会場にもコントローラーは用意されているので、もちろんそれを使ってもよい）。
大会3日目のトーナメント終了後には表彰があり、1位と2位の選手にトロフィーが贈呈される。それぞれ金色と銀色に着色されていて、2020年まではT-テトリミノをかたどった物であったが、2021年以降は、CTWCで7度の優勝と2度の準優勝を飾るも、2021年の初めに夭折したジョナス・ニューバウアー（英語: Jonas Neubauer）の功績とコミュニティへの貢献に対する顕彰の意を表し、彼の名の頭文字にちなんでJ-テトリミノをかたどった「Jonas Neubauer Memorial Trophy」が優勝者と準優勝者に贈られた。

### 予選
予選では、会場内に並べられたゲーム機を用い、A-TYPEモードをプレイする（レベルは9～19の範囲で自由に選んでよい）。2019年大会まではゲーム機の台数に制限があり待機列に並んで順番を待ち、1ゲームをプレイした後にまた待機列に並び直す方式であったが、オンライン大会(2020-2021)の実施後から、1人1台のゲーム機が予選出場者に割り当てられ、2時間の規定時間内であれば何度でもプレイできるようになった（時間切れの場合はそのときプレイしている試技を最終試技とする）。プレイヤーはゲームオーバーになるたび、スタッフに点数を申告する。なお、A-TYPEモードの最高得点は999,999点であり、それに到達することをマックスアウト（maxout、日本語のカウンターストップに相当）と呼ぶ。予選では100万点を超えるスコアは計算されず、予選時間中に出したマックスアウトの回数が記録され、その回数が並んだときは、マックスアウトではなかった次点の点数によって順位を決し、メインイベントのシードを決定する。

### メインイベント
予選結果の上位48名が最上位トーナメントであるGold Bracketに出場する権利が得られる。ドローサイズが48のシングル・エリミネーション・トーナメントであり、まず予選順位が17～48位の選手がプレイオフ（0回戦）を戦い、その勝者がトップ16シードと1回戦を戦う（17位対48位の勝者は1回戦が16位の選手と戦い、18位対47位の勝者は1回戦が15位の選手、……、32位と33位の選手の勝者は1回戦が1位の選手という風になる）。（元々2012年の時点では、上位32名の5回戦によるトーナメントであったが、回を追うごとにカットラインが段階的に増えた経緯がある。また、2019年（第10回）大会まではトーナメントは二部制ではなかった。詳しくは沿革の項を参照。）

さらに、予選49～80位の選手は下位トーナメントであるSilver Bracketに出場する権利が得られる。こちらはドローサイズが32のシングル・エリミネーション・トーナメントであり、シード順によって対戦カードはもっとも番号の遠い順同士から、近いもの同士になるよう固定される（1位対32位、2位対31位、……、16位対17位）。同様に、予選81～112位の選手はBronze Bracketに出場する権利が得られる。予選順位を除いて、内容はSilver Bracketと同じである。
それぞれの試合は、対戦する二人が同じレベルからA-TYPEのゲームを、レベル18から同時にスタートして、以下の条件になるまでプレイする独立型のスコアアタックである。その結果得点が高かったプレイヤーが1ゲームを取る。これを繰り返し、規定されたゲーム数を先取したプレイヤーが、試合の勝者となる。
- 点数の低いプレイヤーがゲームオーバーになる。
- 点数の高いプレイヤーがゲームオーバーになるが、追っている側のプレイヤーがその点数に届かずゲームオーバーになる。
- 点数の高いプレイヤーがゲームオーバーになった後、追っている側のプレイヤーがその点数を追い越す。

また、マッチの勝利に必要なゲーム数はブラケットにより異なる。
- Gold Bracketは、全ての試合が3本先取である。
- Silver Bracket, Bronze Bracketは、準々決勝までの3ラウンドのみ2本先取であるが、準決勝・決勝の試合は3本先取となる。

2015年までの大会では、純正のNESカートリッジが使われていたが、2016年からはメインイベントの間のみ、特殊なカートリッジを使って試合をすることになった。このカートリッジでは、スコア表記が従来より1桁多い7桁表示ができるようになり（予選とは異なり、お互いのスコアが100万点を超えてもゲームが継続され、スコアの高い方が勝者となる）、また乱数シードを入力することで、（I-テトリミノの出現数や間隔の差による不利をなくすため）別々のカートリッジでテトリミノの降ってくる順番が同じになる機能が備わっている。さらに、2023年から初めてレベル39で「スーパーキルスクリーン」というルールが採用され、現在のレベルが39に到達すると、ブロックの落下速度がレベル29から始まるキルスクリーンの2倍となる。この速度はローリングを使うプレイヤーでもプレイの続行が不可能に近くなり、事実上人為的なキルスクリーンを新しく追加した形となる。

一方で予選は引き続き純正カートリッジが使われるため、得点も999,999点が最高となりそれ以上は記録されない。

## 沿革
ここでは、大会が回を重ねるにしたがって、いくつか発生したメイン大会内のルールの変更についてのみ記す。

### 2010（8月10日、カリフォルニア州ロサンゼルス Downtown Independent Theater）
冒頭にも述べた通り、第1回CTWCは一部招待制の大会であり、5名の出場があらかじめ決まっていた。マックスアウト達成が公認されていた2名（Harry HongとJonas Neubauer）、当時の消去ライン数の世界記録1位、2位記録の保持者（それぞれBen MullenとJesse Kelkar）、そして、1990年のニンテンドー・ワールド・チャンピオンシップの12-17歳部門の覇者であるThor Aackerlundのあわせて5名が招待選手であった。また、プレイヤーの多くがロサンゼルスに住んでいたことから、会場はロサンゼルスの映画館に決まり、決勝の様子はスクリーンにも映された。
準決勝を8名で行うため、残る3枠を賭けてB-TYPEのレベル18高さ0を一定時間内で望む回数だけプレイする一般予選が行われ、得点上位3名が準決勝に進んだ。
準決勝は8名が同時にA-TYPEのゲームをプレイした。3ラウンドが行われ、第1ラウンドはライン数が高いプレイヤー、第2・第3ラウンドは得点の高いプレイヤーほど上位となり、各ラウンドの1位は100点、2位以下は1位のスコアと比較したパーセンテージで得点が与えられた。これら3ラウンドの終了時に最も得点の合計が高い2名が決勝に進み、A-TYPE（レベル9スタート）を一対一でプレイし2本先取したプレイヤーを優勝とするルールだった。

### 2011（10月16日、カリフォルニア州ロサンゼルス南カリフォルニア大学）
第2回大会からCTWCは招待制ではなくオープン参加となり、全員が予選から参加するシステムに変わった（優勝者などの優遇は無し）。昨年同様、全員が規定された時間内にB-TYPEのゲームを望む回数だけプレイする予選を開催し、その中で得点が高かった上位8名を選出した。ただし、レベル19を選択してクリアできた場合は10万点をボーナスとして加算するルールも採用された。なお、この第2回大会が予選などでB-TYPEのゲームを使う最後の大会となっている。
上位8名はシングル・エリミネーション・トーナメント形式で戦い、A-TYPEのスコアアタックを2本先取で行った。
また、この年からNES版Tetris以外のテトリスによるサイド・トーナメントも開催された。

### 2012（この年より2日制、オレゴン州ポートランド オレゴン・コンベンション・センター）
CTWCは、オレゴン州ポートランドで秋期に開かれているポートランド・レトロ・ゲーミング・エキスポ(PRGE)内のイベントとして開催されるようになった。この第3回大会によってトーナメントのルールやフォーマットの基礎が確立されており、現行ルールはこれに改良が加わった形である。
- 予選では規定時間内に好きな回数だけA-TYPEのゲームをプレイするが、待機列に並んで順番を待つ必要があった。登録された得点のうち上位32名のプレイヤーが、翌日のトーナメントに進出する。
- トーナメントはシングル・エリミネーションであり、決勝戦以外は2本先取、ただし決勝戦は3本先取した方が優勝となる。また、シード順によって対戦カードはもっとも番号の遠い順同士から、近いもの同士になるよう固定される（1位対32位、2位対31位、……、16位対17位）。
- 1回戦までの試合に限り、第1ゲームと第3ゲームはシード順位の高いプレイヤー、第2ゲームはシード順位の低いプレイヤーがレベルを15か18のいずれかから選択できる。2回戦以降は常にレベル18を選択する。
- 3位決定戦などはない。同一ラウンドに進出したプレイヤー間の順位は、 1) 負けた試合で取ったゲーム数、 2) 負けた試合のうち、自分が負けたゲームで取った点数の合計 によって決まる。

### 2014
予選において、プレイヤーは列に並んで順番を待つ以外に、一定額の料金を支払うことで1時間ゲーム機をレンタルする権利が得られその間はひとりで自由にプレイする「レンタルステーション制度」が採用された。。

### 2015
同一ラウンドに進出したプレイヤー間の順位の決定方法に変更があり、上述のルール 2)の点数に、予選で取ったスコアも加算されるようになった。しかし、このルールは2016年を最後に廃止されている。

### 2016
2016年からメインイベントのトーナメントの間は、以下の機能を持つ特殊なカートリッジを採用するようになった。
- スコア表記が従来より1桁多い7桁表示になる
- 乱数シードを入力することで、別々のカートリッジでテトリミノの降ってくる順番が同じになる

乱数シードの入力は、それぞれの試合前にレフェリーが10面体ダイスを2個振って、その末尾の番号で決定される（カートリッジの乱数は毎年違う物が割り振られる）。この特殊カートリッジが使用されてからも、予選については引き続き純正カートリッジを用いる。

### 2018
プレイヤーの増加に伴い、メインイベントのトーナメントに出場可能な選手を32名から40名に増やす変更がなされた。そのため、予選順位が25～40位の選手は、「0回戦」のプレイオフを行い、勝者がトップ8シードと戦うことになった（25位対40位の勝者は1回戦が8位の選手と戦い、26位対39位の勝者は1回戦が7位の選手、……という風になる）。プレイオフは予選終了の直後に1日目に行われ、2日目のメインイベントにはプレイオフを実施した結果残った32名が出場した。

### 2019
さらにトーナメントに出場可能な選手が48名に拡張された。「0回戦」のプレイオフは予選順位が17～48位の選手が対象となり、その勝者がトップ16シードと戦うことになった（17位対48位の勝者は1回戦が16位の選手と戦い、18位対47位の勝者は1回戦が15位の選手、……という風になる）。
また、2本先取の試合はプレイオフを含む2回戦までとなり、3回戦（準々決勝）からは3本先取となった。

### 2020-2021（オンライン開催）
新型コロナウイルス感染症の世界的流行 (2019年-)により、PRGE自体がキャンセルとなったが、運営者によりオンラインでの開催がアナウンスされた。そのため、現地開催とは大きく異なるルールが採用されている。

#### 予選
出場者は、ゲーム中の映像を配信することで予選に参加することが出来るようになった。各出場者には予選期間中に予約可能な2時間の枠が用意され、その間にA-TYPEのゲームを望む回数だけプレイして最高得点（もしくはマックスアウトの回数と次点の点数）を競う。ただし、純正の本体やソフト・コントローラーを使っていることや不正を行っていないことを確認する必要があるため、予選開始前にジャッジによるチェックの時間が設けられる。また、予選試技中にはプレイヤー自身や操作しているコントローラーが見えるようにすることなどが義務づけられる。
全ての出場者が予選を終了した結果、上位64名がグループ制のトーナメントに出場する（これをGold Bracketと呼ぶ）。また、67～96位だった選手と、（2021年のみ）97～128位だった選手には、それぞれSilver Bracket, Bronze Bracketと称した32名のシングル・エリミネーション・トーナメントの出場資格が与えられ、それぞれのトーナメントの上位入賞者にも少額ながら賞金が与えられた。

#### グループリーグ（トップ64）
上位64名は8つのグループに分かれ、各グループの8名はダブル・エリミネーション・トーナメントに参加する（オンライン開催のため、特殊カートリッジを使った同一シードを確保する方法が難しいので、不公平性をいくぶん緩和する目的でダブル・エリミネーション制を採用している）。それぞれの中で上位1名のみが、トップ8のトーナメントに進出出来る。勝者側敗者側を問わず、試合は全て3本先取、初期レベルは18固定で行われる。

#### メインイベント（トップ8）
各グループリーグを勝ち抜いた戦績に応じてシードが再決定され、シングル・エリミネーション・トーナメントを行う。試合は全て3本先取で、初期レベルは18で固定である。
また、このトップ8に残った各選手には運営から特殊カートリッジが贈られるため、試合前に乱数シードを決定し、対戦相手同士が受け取るテトリミノの順番が同じになるよう試合を行う。

### 2022（この年より3日制）
2022年大会は3年ぶりの現地開催となった。
予選はオフライン大会の慣例であった行列を作って待つ方式ではなくなり、各プレイヤーに2時間の予選時間が与えられるようになった。予選は1日かけて行われ、本戦1日目に相当する2日目に駆け込み参加の予選枠を設けるという、3日制が採用されるようになった。また、過去のオンライン大会でも採用されたGold Bracket（ドローサイズ48）とSilver Bracket（同、32）の2部制を採用する。Goldは予選の上位48名、Silverは49～80位の32名が割り当てられ、どちらもシングル・エリミネーション・トーナメントで進行する。
Silver Bracketを含む全ての試合において初期レベルは18で固定である。また、Silver Bracketの準々決勝までの3ラウンドのみ2本先取であるが、準決勝・決勝の試合は3本先取となる。

### 2023
先の2022年大会のローリングの本格的な台頭を受け、これまでの大会では「レベル29までの点数効率（テトリス消去率）とその後の上乗せ」を競っていたものが「レベル29以降の耐久力」を問われることになり、結果的に競技の根幹を揺るがす事態となったことで、新たに人為的なキルスクリーンを設けるかどうかがプレイヤー間や大会関係者の間でも議論されていた。それを受けて、基本的に昨年と同様のルールを踏襲するが、7年ぶりにトーナメントで使うカートリッジに新しい機能が追加された。プレイヤーがレベル39に到達したとき、「スーパーキルスクリーン」(super killscreen)というルールが採用され、ブロックの落下速度がキルスクリーンの2倍（最上段から地面への落下に要する時間が約1/6秒）となる。
また、2023年のみメインイベントの一つとしてレジェンド・トーナメント(Legends Tourney)が行われた。

### 2024（この年よりカリフォルニア州パサデナ パサデナ・コンベンション・センター）
2024年の始めに、公式から会場及び時期の変更がアナウンスされ、同大会は13年ぶりに舞台を発足の地であるカリフォルニア州に移し、パサデナ・コンベンション・センターで開かれる「ソーカル・ゲーミング・エキスポ」(SoCal Gaming Expo)のイベントとして開催されることが決まった。6月7日に予選を行い、本戦を6月8日から6月9日までに行うことになった。
また、2021年のオンライン大会でも採用されたBronze Bracketがドローサイズ32で追加され、予選81～112位の選手が参加できるシングル・エリミネーション・トーナメントが開かれた。

## 結果

### 公式順位
CTWCの公式サイトに2012年以降の順位が掲載されている。
| 開催年         | 日時        | 場所                         | 参加者数 | 優勝者                      | 準優勝者                     | 第3位                          | 第4位                        |
| -------------- | ----------- | ---------------------------- | -------- | --------------------------- | ---------------------------- | ------------------------------ | ---------------------------- |
| 2010（第1回）  | 08/08-09    | カリフォルニア州ロサンゼルス | 15       | Jonas Neubauer (1)          | Harry Hong                   | Matt Buco                      | Dana Wilcox                  |
| 2011（第2回）  | 10/16       | カリフォルニア州ロサンゼルス | 20       | Jonas Neubauer (2)          | Alex Kerr ("Kitaru")         | Harry Hong                     | Robin Mihara                 |
| 2012（第3回）  | 09/29-30    | オレゴン州ポートランド       | 28       | Jonas Neubauer (3)          | Mike Winzinek                | Eli Markstrom                  | Alex Kerr ("Kitaru")         |
| 2013（第4回）  | 10/05-06    | オレゴン州ポートランド       | 28       | Jonas Neubauer (4)          | Harry Hong                   | Chad Muse                      | Matt Buco                    |
| 2014（第5回）  | 10/18-19    | オレゴン州ポートランド       | 32       | Harry Hong (1)              | Jonas Neubauer               | Terry Purcell                  | Eli Markstrom                |
| 2015（第6回）  | 10/17-18    | オレゴン州ポートランド       | 68       | Jonas Neubauer (5)          | Sean Ritchie ("Quaid")       | Alex Kerr ("Kitaru")           | Harry Hong                   |
| 2016（第7回）  | 10/22-23    | オレゴン州ポートランド       | 72       | Jonas Neubauer (6)          | Jeff Moore                   | Harry Hong                     | Koji Nishio ("Koryan")       |
| 2017（第8回）  | 10/21-22    | オレゴン州ポートランド       | 100      | Jonas Neubauer (7)          | Alex Kerr ("Kitaru")         | Sean Ritchie ("Quaid")         | Matt Buco                    |
| 2018（第9回）  | 10/20-21    | オレゴン州ポートランド       | 40       | Joseph Saelee (1)           | Jonas Neubauer               | Tomohiro Tatejima ("Greentea") | Koji Nishio ("Koryan")       |
| 2019（第10回） | 10/19-20    | オレゴン州ポートランド       | 48       | Joseph Saelee (2)           | Koji Nishio ("Koryan")       | Aidan Jerdee ("Batfoy")        | Daniel Zhang ("DanQZ")       |
| 2020（第11回） | 10/31-12/12 | オンライン                   | 163      | Michael Artiaga ("Dog") (1) | Andrew Artiaga ("PixelAndy") | Jacob Huff                     | Nenu Zefanya Kariko          |
| 2021（第12回） | 10/09-11/15 | オンライン                   | 206      | Michael Artiaga ("Dog") (2) | Jacob Huff                   | Joseph Saelee                  | Andrew Artiaga ("PixelAndy") |
| 2022（第13回） | 10/14-16    | オレゴン州ポートランド       | 110      | Eric Tolt ("EricICX") (1)   | Justin Yu ("Fractal")        | Andrew Artiaga ("PixelAndy")   | Michael Artiaga ("Dog")      |
| 2023（第14回） | 10/13-15    | オレゴン州ポートランド       | 134      | Justin Yu ("Fractal") (1)   | Eve Commandeur ("Sidnev")    | Willis Gibson ("Blue Scuti")   | Michael Artiaga ("Dog")      |
| 2024（第15回） | 06/07-09    | カリフォルニア州パサデナ     | 128      | Alex Thach ("Alex T") (1)   | Michael Artiaga ("Dog")      | Tristan Kwai ("Tristop")       | Noah Dengler ("TheDengler")  |
| 2025（第16回） | 06/06-08    | カリフォルニア州パサデナ     | 128      | Alex Thach ("Alex T") (2)   | "Meme"                       | Willis Gibson ("Blue Scuti")   | "IBall"                      |

### 特筆すべき記録
- 予選初のレベル30到達：  Joseph Saelee、2018年[48]
- 予選初のレベル31到達：  Joseph Saelee、2019年[49]
- 予選での最大マックスアウト回数(2時間で16回):  Eve Commandeur、2023年[50]・ Willis Gibson、2024年・ Noah Dengler、2024年[51]・ Alex Thach、2025年・ "Meme"、2025年[52]
- 本戦初のマックスアウト（100万点）達成:  Joseph Saelee、2019年、準々決勝第2ゲーム（後述の第3ゲームも含め、2連続で達成）[53]
- 本戦初の両者がマックスアウト達成:  Joseph Saelee 対  Tomohiro Tatejima、2019年、準々決勝第3ゲーム[53]
- 本戦初の両者が110万点突破:  Michael Artiaga 対  Koji Nishio、2020年、グループリーグ グランドファイナル第2ゲーム・第3ゲーム（2連続で達成）[54]
- 本戦初の両者が130万点突破:  Michael Artiaga 対  Minjun Kim ("Pokenerd")、2021年、グループリーグ グランドファイナル第1ゲーム[55]
- 本戦初の両者が210万点突破＋レベル69到達:  Eric Tolt 対  Justin Yu、2022年決勝第3ゲーム（第1ゲームでは両者が150万点を突破）[56]
- ゲームを1本も落とさずGold Bracket優勝:  Alex Thach、2025年（15ゲーム） [52]

## サテライトイベント
2018年以降、アメリカ合衆国内外において地区予選（Regional Qualifiers）が開催され、その優勝者は現地で開催されるCTWCの予選に出場するための参加費の免除に加え、PRGEが開催されるオレゴン州ポートランドへの航空券も得られることもあった。
現在では地区予選が多数にわたるため、本項では英語版記事で掲載されている2020年までのデータを挙げる。
| 創設年 | 開催地域                    | 開催地（またはイベント名）                           | 運営母体                |
| ------ | --------------------------- | ---------------------------------------------------- | ----------------------- |
| 2018   | CTWC Hong Kong              | サイバーポート（香港數碼港）                         | RETRO.HK, TKO           |
| 2018   | CTWC Asia (Regional Finals) | サイバーポート／香港城市大学                         | RETRO.HK, TKO           |
| 2018   | CTWC Singapore              | ジェームス・クック大学シンガポール校／バーサスシティ | RetroDNA, RETRO.HK, TKO |
| 2018   | CTWC Germany                | gamescom（ケルン）                                   | TKOと地元コミュニティ   |
| 2019   | CTWC Norway                 | Retrospillmessen                                     | TKOと地元コミュニティ   |
| 2019   | CTWC Taipei                 | 台北ゲームショウ                                     | Brook Gaming, TKO       |
| 2019   | CTWC Australia              | 1989 Arcade Newtown                                  | 地元コミュニティ        |
| 2019   | CTWC Poland                 | 複数箇所                                             | 地元コミュニティ        |
| 2020   | CTWC Japan （開催中止）     | 秋葉原ハンドレッドスクエア                           | 地元コミュニティ        |

日本国内でも2020年4月にCTWC Japanが予定されていたが、新型コロナウイルスの感染拡大により現地開催は不可能と判断し、オンラインでの「CTWC Japan Lite」の開催に切り替えた。時を同じくしてCTWCもオンライン開催が決定したため、CTWC Japan Liteをはじめ、その年の地区予選の勝者は、CTWC出場に必要な参加費（50米ドル）が免除される措置が取られた。

CTWC Japanのキャンセルから3年後の2023年6月17日から18日にかけて、日本国内で初めて任天堂NES版Tetrisの普及を目的としたオフラインイベント「わくわくNESテトまつり」が開催され、イベント内でのトーナメントも開催された。

## 関連・類似するイベント

### CTWC内のサイドイベント
CTWC内で併設された、NES版Tetris以外のイベント、およびNES版を使っているが特殊なルール下で戦うサイドイベントの一覧を示す。
- 2011: PlayStation 3版「テトリス」: 2対2のチームバトルモードと、ノーアイテムモード。また、ボードゲームの「Tetris Link」の大会も行われた。
- 2015: PlayStation 4版「テトリスアルティメット」(en:Tetris Ultimate) ：バーサスモード。
- 2016, 2017:  SNES版「テトリス＆ドクターマリオ」(en:Tetris & Dr. Mario) ：バーサスモード。CTWC本戦に出場していないプレイヤーのみ参加出来た。
- 2016: アーケード版「テトリス ジ・アブソリュート ザ・グランドマスター2 PLUS」：ノーアイテムの対戦モード。予選は同作のマスターモードの成績でシード順を決定した。
- 2017: アーケード版「テトリス ザ・グランドマスター」：通常モード。到達レベルと段位、およびGMを取得してクリアした場合はタイムの速いプレイヤーが勝利となる。
- 2018: PlayStation 4版「Tetris Effect」：ジャーニーモードとミステリーモードの2大会が行われ、それぞれスコアを競う。
- 2018: NES（NTSC）版「テトリス」：ネクスト表示を消してレベル18をプレイしてスコアを競うNo Next Previewモードと、レベル0から開始して19に到達するまでのタイムを競う0-19 Speedrunモードの2種類。
- 2019: NES（NTSC）版「テトリス」：二人一組で片方が十字キー、片方が回転ボタンを操るタッグ対戦のMindmeldモードと、接地したブロックが見えなくなる状態でスコアを競うInvisible Tetrisモードの2種類。
- 2022-2023: 大会協賛のEnhance Gamesらの協力により、「Tetris Effect: Connected」の様々なモードおよびカスタムルールを使ったトーナメントが行われた。
- 2025: 大会協賛のアリカの協力により、「TETRIS THE GRANDMASTER4 -ABSOLUTE EYE-」のトーナメントが行われた。

### オンラインイベント
CTWCとも関係の深いイベントとして、Classic Tetris Monthly（CTM）が挙げられる。これはTwitch個人配信者のJessica Morrigan Starr（Fridaywitch）が2017年の12月にイベントとして放映したのが始まりであり、そのときは2014年のチャンピオンであるHarry Hongがゲストプレイヤーとして、また当時のチャンピオンのJonas Neubauerも実況として招待された（Harryはこのトーナメントにて優勝している）。それ以来、オンラインで配信中の二名の映像を接合してCTWCと同じフォーマットで対戦を行うトーナメントを毎月開催していた。
やがて予選出場を希望する選手が世界中から増え運営の負荷を感じたStarrは、CTMを他のホストに委譲することを2018年夏に決め、その結果Keith Didion（Vandweller）がStarrの役割を継承しCTMの2代目のホストとなった。ほどなくしてCTMはプレイヤー層の急激な増加によって規模を拡大し、開催当時は上位16名までしか本戦出場・放映がされなかったが、17位以下の選手に対しても複数の下位リーグを作って出場ができるようにし、コミュニティ内でDiscordを活用し、対戦する選手と動画を一画面にまとめる配信者（リストリーマー、restreamers）が協力してトーナメントを運営させる手法を確立させた。
CTMの隆盛を機にオンラインで配信者の画面を接合して対戦の光景を放映するシーンが増え、CTWC出場選手の中にも、3人以上が同時にプレイするバトルロイヤル形式、あるいはチーム戦・リーグ戦といった本家と異なるシステムを盛り込んだ独自のオンライン大会を運営する者も現れた。また、プレイヤーのレベルが飛躍的に向上し、より若いプレイヤーが参戦するようになった理由もCTMを初めとしたオンライン大会の人気が過熱したことによるものである。2018年以降のチャンピオンや上位成績者は、CTWCの公式動画を観て「テトリス」を始め、CTMやその他のオンライン大会で好成績を収めることで腕を磨いた。様々なグリップのハイパータッピングやローリングも、CTMが醸成したコミュニティ内で情報が共有されたことでテクニックとして確立されている。また、CTMが本家のCTWCに対して及ぼした影響はそれに止まらず、CTMのスタッフや実況者がCTWCの実況を務めたり、クラウドファンディングによる賞金分配システムを採用したことでCTWCにおいても公式の賞金に加えて追加の賞金が加算されたりするなど、両者は不可分な関係になっている。

### Classic Tetris European Championship（CTEC）
Classic Tetris European Championship（CTEC）は2015年からデンマーク・コペンハーゲンにて年1度開催されているヨーロッパ諸国向けの大会である。本家のCTWCとは違い、ヨーロッパで主に流通している映像形式がPALのNESを用いるため、NTSC版とは移動のパラメータが異なり、若干ではあるが横タメ操作法の不利が少なくなっている。
ただし、最高落下速度はNTSC版と比べてやや遅い（天井から床までの落下に約0.4秒を要する）ため、ローリングを駆使することでよりキルスクリーンを長く耐久できることが分かっており、色が変化するグリッチはPAL版の方が先に達成されている。

### DAS Championship / CTWC DAS
ハイパータッピングやローリングよりも機動力が制限される横タメを使ったDASのプレイスタイルは、2020年以降のCTWCではほぼ完全に駆逐されてしまったが、マックスアウトを狙うまでの難易度やその操作性の奥深さにより、未だにこのスタイルを続けているプレイヤーも存在する。そうしたDASプレイヤーのためのトーナメントがドイツで開催されている（2022年はフュルトで開催され、2023年以降はケルンのゲーミングスペースXPELIONにて開催された）。
また、2024年のCTWCのホストではなくなったポートランド・レトロ・ゲーミング・エキスポにて、CTWCの15周年を記念し、「The Jonas Neubauer Cup」というDASプレイヤー専門の大会が開催された。